# Iúri Leitão
Iúri Gabriel Dantas Leitão (ur. 3 lipca 1998 w Viana do Castelo) – portugalski kolarz torowy i szosowy, mistrz olimpijski w madisonie (2024) oraz wicemistrz olimpijski w omnium (2024), wielokrotny medalista mistrzostw świata i Europy.

## Kariera
Pierwsze sukcesy w karierze osiągnął w 2020 roku, kiedy zdobył srebrne medale w scratchu i wyścigu punktowym na mistrzostwach Europy U-23 w Fiorenzuoli. W tym samym roku zdobył też trzy medale podczas mistrzostw Europy w Płowdiwie: złoty w scratchu, srebrny w wyścigu eliminacyjnym i brązowy w omnium. Na rozgrywanych rok później mistrzostwach Europy w Grenchen był drugi w wyścigu punktowym i trzeci w madisonie. Na mistrzostwach świata w Roubaix w tym samym roku zdobył srebrny medal w wyścigu eliminacyjnym, rozdzielając na podium Włocha Elię Vivianiego i Rosjanina Siergieja Rostowcewa. Ponadto zwyciężył w scratchu na mistrzostwach Europy w Monachium w 2022 roku.

## Rankingi

### Kolarstwo szosowe
| Rok             | 2019  | 2020  | 2021  | 2022  | 2023 | 2024 |
| --------------- | ----- | ----- | ----- | ----- | ---- | ---- |
| World Ranking   | 2707. | 1747. | 1440. | 1530. | 446. | 990. |
| UCI Europe Tour | 1690. | 1289. | 1025. | 1025. | -    | -    |
|                 |       |       |       |       |      |      |
| Źródło: UCI     |       |       |       |       |      |      |